# Liste d'aquifères
Ce qui suit est une liste partielle des aquifères à travers le monde. Une liste par catégorie des aquifères est également disponible.
Vingt-et-un des 37 plus grands aquifères du monde, situés en Inde et en Chine, aux États-Unis et en France, ont dépassé leur seuil de durabilité, (NASA / WAPO 2015).

## Amérique du Nord

### Canada
- Arkell Spring Grounds
- Laurentian River System
- Northern Great Plains Aquifer - L'un des 37 plus grands aquifères au monde, rechargé à raison de 4,954 mm par an (NASA / WAPO 2015)
- Oak Ridges Moraine – au nord de Toronto en Ontario

### États-Unis
- Aquifère des plaines côtières de l'Atlantique et du Golfe - L'un des 37 plus grands aquifères au monde, en déplétion à raison de 5,932 mm par an (NASA / WAPO 2015)
- Aquifère Biscayne
- Aquifère Bruceien
- Système aquifère cambro-ordovicien - L'un des 37 plus grands aquifères au monde, rechargé à raison de 2,449 mm par an (NASA / WAPO 2015)
- California Central Valley aquifer system - L'un des 37 plus grands aquifères au monde, rechargé à raison de 8,887 mm par an (NASA / WAPO 2015)
- Aquifère de la plaine de la rivière Snake Est
- Aquifère Edwards
- Englishtown aquifer
- Aquifère de Floride
- Great Miami aquifer
- Kirkwood–Cohansey aquifer
- Lloyd aquifer
- Magothy aquifer – le plus grand des aquifères de Long Island
- Mahomet Aquifer
- Medina aquifer
- Mt. Laurel–Wenonah aquifer
- Aquifère Ogallala, également connu sous le nom de l'aquifère des hautes plaines. - L'un des 37 plus grands aquifères au monde, stable. (NASA / WAPO 2015)
- Aquifère du plateau Ozark
- Aquifère Patapsco
- Bassin permien
- Potomac–Raritan–Magothy aquifer
- Aquifère Saginaw
- San Diego Formation[3]
- San Joaquin River aquifer
- Sankoty Aquifer
- Silurian–Devonian aquifers
- Spokane Valley–Rathdrum Prairie Aquifer[4],[5]

### Mexique
- Texcoco aquifère, l'un des plus surexploités du pays[6]

## Amérique du sud
- Bassin amazonien - L'un des 37 plus grands aquifères au monde, rechargé à raison de 7,128 mm par an (NASA / WAPO 2015)
- Maranhao Basin - L'un des 37 plus grands aquifères au monde, rechargé à raison de 6,713 mm par an (NASA / WAPO 2015)
- Aquifère Guarani - L'un des 37 plus grands aquifères au monde, en déplétion (NASA / WAPO 2015)
- Aquifère Hamza

## Australie
- Canning Basin - L'un des 37 plus grands aquifères au monde, en déplétion (NASA / WAPO 2015)
- Gnangara Mound
- Grand bassin artésien - L'un des 37 plus grands aquifères au monde, rechargé à raison de 10,601 mm par an (NASA / WAPO 2015)
- Jandakot Mound
- Aquifère Yarragadee

## Nouvelle-Zélande
- Canterbury Plains Aquifer (Christchurch)

## Afrique
- Bassin de Nubie - L'un des 37 plus grands aquifères au monde, en déplétion à raison de 2,906 mm par an (NASA / WAPO 2015)
- North-Western Sahara Aquifer System - L'un des 37 plus grands aquifères au monde, en déplétion à raison de 2,805 mm par an (NASA / WAPO 2015)
- Bassin de Murzuk-Djado - L'un des 37 plus grands aquifères au monde, en déplétion à raison de 2,805 mm par an (NASA / WAPO 2015)
- Aquifère Taoudeni-tanezrouft - L'un des 37 plus grands aquifères au monde, en déplétion à raison de 0,496 mm par an (NASA / WAPO 2015)
- Aquifère du lac Tchad - L'un des 37 plus grands aquifères au monde, en déplétion à raison de 1,042 mm par an (NASA / WAPO 2015)
- Iullemmeden-Irhazer Basin - L'un des 37 plus grands aquifères au monde, en recharge à raison de 2,414 mm par an (NASA / WAPO 2015)
- Sudd Basin (Umm Ruwaba bassin) - L'un des 37 plus grands aquifères au monde, en déplétion  à raison de 2,855 mm par an (NASA / WAPO 2015)
- Aquifère sénégalais mauritanien - L'un des 37 plus grands aquifères au monde, en recharge à raison de 4,647 mm par an (NASA / WAPO 2015)
- Aquifère du bassin du Congo - L'un des 37 plus grands aquifères au monde, en déplétion à raison de 4,848 mm par an (NASA / WAPO 2015)
- Upper Kalahari Basin - Cuvelai - Upper Zambezi basin - L'un des 37 plus grands aquifères au monde, en recharge à raison de 24,283 mm par an (NASA / WAPO 2015)
- Lower Kalahari - Stampriet bassin - L'un des 37 plus grands aquifères au monde, en recharge à raison de 3,196 mm par an (NASA / WAPO 2015)
- Karoo Bassin - L'un des 37 plus grands aquifères au monde, en recharge à raison de 5,588 mm par an (NASA / WAPO 2015)
- Ogaden-Juba Basin - L'un des 37 plus grands aquifères au monde, en déplétion à raison de 0,355 mm par an (NASA / WAPO 2015)
- Bas Saharan Basin
- Aquifère du bassin de Lotikipi (Kenya)
- Murzuk-Djado Basin

## Europe
- Alnarpsströmmen (Suède)
- Chalk Aquifer (Angleterre)
- Nappe de la craie (France) - L'un des 37 plus grands aquifères au monde, en déplétion à raison de 4,118 mm par an (NASA / WAPO 2015)
- North Caucasus Basin (Russie) - L'un des 37 plus grands aquifères au monde, en déplétion à raison de 16,097 mm par an (NASA / WAPO 2015)
- Russian Platform Basins (Russie) - L'un des 37 plus grands aquifères au monde, en déplétion à raison de 4,011 mm par an (NASA / WAPO 2015)
- Schwyll Aquifer (Pays de Galles)
- Fossé rhénan (France / Allemagne)

## Moyen-Orient
- Arabian Aquifer System - L'un des 37 plus grands aquifères au monde, en déplétion à raison de 9,13 mm par an (NASA / WAPO 2015)
- Yarkon-Taninim Aquifer (Israël-Palestine)

## Asie
- Indus Basin - L'un des 37 plus grands aquifères au monde, en déplétion à raison de 4,263 mm par an (NASA / WAPO 2015)
- Ganges-Brahmaputra Basin - L'un des 37 plus grands aquifères au monde, en déplétion à raison de 19,564 mm par an (NASA / WAPO 2015)
- West Siberian Basin - L'un des 37 plus grands aquifères au monde, en recharge à raison de 1,978 mm par an (NASA / WAPO 2015)
- Tunguss Basin - L'un des 37 plus grands aquifères au monde, en déplétion à raison de 1,664 mm par an (NASA / WAPO 2015)
- Angara-Lena Basin - L'un des 37 plus grands aquifères au monde, en recharge à raison de 3,993 mm par an (NASA / WAPO 2015)
- Yakut Basin - L'un des 37 plus grands aquifères au monde, en recharge à raison de 2,888 mm par an (NASA / WAPO 2015)
- North China Aquifer System - L'un des 37 plus grands aquifères au monde, en déplétion à raison de 7,501 mm par an (NASA / WAPO 2015)
- Bassin du Tarim - L'un des 37 plus grands aquifères au monde, en légère déplétion (NASA / WAPO 2015)
- Bassin de Pechora - L'un des 37 plus grands aquifères au monde, en recharge à raison de 3,038 mm par an (NASA / WAPO 2015)
- Aquifère de Sambai oothu (karaikudi,Inde)